# Courménil
Courménil és un municipi francès situat al departament de l'Orne i a la regió de Normandia. L'any 2007 tenia 123 habitants.

## Demografia

### Població
El 2007 la població de fet de Courménil era de 123 persones. Hi havia 48 famílies de les quals 12 eren unipersonals (8 homes vivint sols i 4 dones vivint soles), 16 parelles sense fills, 16 parelles amb fills i 4 famílies monoparentals amb fills.
La població ha evolucionat segons el següent gràfic:
Habitants censats

### Habitatges
El 2007 hi havia 70 habitatges, 51 eren l'habitatge principal de la família, 16 eren segones residències i 3 estaven desocupats. Tots els 67 habitatges eren cases. Dels 51 habitatges principals, 39 estaven ocupats pels seus propietaris i 11 estaven llogats i ocupats pels llogaters; 4 tenien tres cambres, 13 en tenien quatre i 33 en tenien cinc o més. 42 habitatges disposaven pel capbaix d'una plaça de pàrquing. A 24 habitatges hi havia un automòbil i a 25 n'hi havia dos o més.

### Piràmide de població
La piràmide de població per edats i sexe el 2009 era:
| Homes | Edats   | Dones |
| ----- | ------- | ----- |
| 0     | 95 o +  | 0     |
| 0     | 90 a 94 | 0     |
| 0     | 85 a 89 | 2     |
| 0     | 80 a 84 | 1     |
| 4     | 75 a 79 | 1     |
| 2     | 70 a 74 | 4     |
| 7     | 65 a 69 | 3     |
| 4     | 60 a 64 | 8     |
| 1     | 55 a 59 | 4     |
| 4     | 50 a 54 | 1     |
| 5     | 45 a 49 | 4     |
| 1     | 40 a 44 | 3     |
| 4     | 35 a 39 | 3     |
| 5     | 30 a 34 | 0     |
| 4     | 25 a 29 | 3     |
| 3     | 20 a 24 | 2     |
| 3     | 15 a 19 | 3     |
| 1     | 10 a 14 | 2     |
| 2     | 5 a 9   | 2     |
| 4     | 0 a 4   | 1     |

## Economia
El 2007 la població en edat de treballar era de 71 persones, 45 eren actives i 26 eren inactives. De les 45 persones actives 38 estaven ocupades (20 homes i 18 dones) i 7 estaven aturades (4 homes i 3 dones). De les 26 persones inactives 9 estaven jubilades, 6 estaven estudiant i 11 estaven classificades com a «altres inactius».

### Ingressos
El 2009 a Courménil hi havia 50 unitats fiscals que integraven 128 persones, la mediana anual d'ingressos fiscals per persona era de 16.190 €.

### Activitats econòmiques
Dels 3 establiments que hi havia el 2007, 2 eren d'empreses de construcció i 1 d'una empresa de comerç i reparació d'automòbils.
L'únic servei als particulars que hi havia el 2009 era un paleta.
L'any 2000 a Courménil hi havia 18 explotacions agrícoles que ocupaven un total de 700 hectàrees.

## Poblacions més properes
El següent diagrama mostra les poblacions més properes.